# 숀 콤스
숀 존 콤스(영어: Sean John Combs, 1969년 11월 4일 ~ )는 미국의 프로듀서겸 래퍼겸 사업가 겸 디자이너이다. 퍼프 대디, P. 디디, 디디라는 이름으로도 잘 알려져 있다.
또한 힙합레이블 베드 보이 레코드의 사장이다. 2006년에는 약 346만달러를 벌어들였다. 2008년 래퍼 노토리어스 B.I.G를 추모하기 위한 영화인 'Notorious'를 공동제작했다.

## 생애

### 1990년 ~ 1996년: 프로듀서로서의 능력
그는 레이블 설립전 업타운 레코드에서 인턴사원으로 일하다가, 베드 보이 레코드를 설립하면서 데뷔했다. 회사를 설립할 무렵, 마약을 팔던 Notorious B.I.G를 만나게 되며, 그를 회사로 영입, 앨범을 프로듀싱하면서, 유명해지기 시작했다.
그가 제작한 첫 앨범은 바로 Notorious B.I.G의 명반 'Ready To Die'이다. 이 앨범은 빌보드차트 1위, 빌보드 200에서 15위, 3위를 하고, 그래미 어워드에서 대상을 수여받는다. 그 후 레이블은 점점 확대하면서, 그는 미국 힙합계의 거물이 되었다. 이어 메리 제이 블라이즈, 어셔, 릴킴, 크레이그 맥, 머라이어 캐리 등의 수많은 뮤지션들과 작업하며, 빌보드차트 1위를 연이어 내놓는다. 또한 'Junior M.A.F.I.A'의 앨범을 프로듀싱, 빌보드 1위에 오르며 동부의 대표적인 아티스트로 떠오르게 되었다. 그리고 메이스와 디 블록 등을 데뷔시켜 빌보드차트 1위를 다시 하게 된다.

### 1996년 ~ 1999년: 래퍼로서의 데뷔
그러나 그의 친구 Notorious B.I.G가 1997년에 죽자, 그는 래퍼로도 데뷔하게 된다. 그는 첫 싱글 'Can't Nobody Hold Me Down'으로 6주동안 빌보드차트 1위를 기록했다. 다음 싱글인 'I'll Be Missing You'는 싱글만 미국에서 300만 장이 팔리고, 전 세계 차트에서 1위를 기록한다. 이 곡은 원곡 Every Breath You Take는 영국의 뮤지션인 스팅이 작사했으며, 자신의 동료이자, 뮤지션이었던 Notorious B.I.G를 추모하기 위한 곡으로, '빌보드 차트에 위대한 곡'에 84위를 기록했으며, 그래미 어워드에서 대상을 수여받는다. 그의 첫앨범인 'No Way Out' 역시 빌보드차트에서 1위를 기록하며, 화려한 데뷔를 한다.
1999년 히트싱글이자 영화 고질라의 사운드트랙인 'Come With Me'를 발매한다. 이곡은 레드 제플린에 곡 'Kashmir'을 샘플링한 것으로, 기타리스트 지미 페이지가 참여했다. 이 곡 역시 미국에서 1위, 영국에서 2위를 기록한다. 같은 해 나스의 'Hate Me Now'에 참여했다.
그는 샘플링을 주요 자신의 특기로 썼으며, 그의 트레이드 마크가 되었다.
1999년 11월 27일 뉴욕에 있는 클럽에서 총기사건에 연루되고 제니퍼 로페즈와의 염문의 시달리게 된다. 그는 총기사건에 연루되어 법정에 서게 되며, 이미지가 나빠지게 된다.

### 2000년 ~ 2024년: 개명과 사업 성공
2001년 총기사건에서 무죄를 선고받고 그는 이름을 개명한다. 그는 P.Diddy라는 이름으로 개명했고, 재기하기 시작했다. 그는 사업과 여러 회사와의 협력을 주로 했으며, 여러 프로그램에서도 활동했다. 그는 이전보다 더 활발히 활동했다.
2005년 8월 그는 쇼프로그램 'Today'에서 그가 다시 Diddy로 개명할 것이라고 밝혔다. 그는 영화 'Carlito's Way: Rise to Power'에서도 조연으로 참여했으며, 2008년에는 자신의 회사를 워너 뮤직 그룹에 인수계약을 한다. 그는 타임지에서 가장 영향력있는 인물 100인 중 1명으로 뽑혔다.
2006년 4년 만에 발매하는 그의 앨범인 'Press Play'를 발매한다. 앨범에는 키샤 콜, 윌 아이 엠, 나스, 푸시 캣 돌즈, 크리스티나 아길레라, 제이미 폭스, 퍼기, 페럴, 트위스타, 메리 제이 블라이즈 등이 참여했다.
2009년 기준으로 5번째 앨범 중이며, 의류 사업인 션 존의 사장이다.

### 2024년 ~ 현재: 몰락
미국 현지 시각 2023년 11월 16일, 퍼프 대디가 전 여자친구이던 배우 캐시 벤트라에게 성폭행, 폭행 등의 혐의로 고소를 당했다. 이어 25일에는 다른 여성이 "1991년 대학생 시절에 퍼프 대디가 나를 성폭행했으며, 이 과정에서 퍼프 대디가 약물을 사용했었다."라고 주장하며 그를 고소했다. 이후 현지 시각 2024년 3월 25일 감금, 인신매매, 성폭행, 불법무기, 약물 투여, 불법 성착취, 미성년자 강간 등의 혐의로 미국 국토안보부 수사국에 의해 퍼프 대디의 자택이 압수수색을 당했다. 그리고 이 과정에서 퍼프 대디가 남녀노소를 불문하고 성폭행을 저질렀다는 폭로가 나오면서 큰 충격을 주었다. 사건이 터진 시점에 맞춰 퍼프 대디는 전용기를 타고 카리브해로 피신했는데, 그는 모든 혐의를 부인했으며 카리브해로 간 것도 자식들의 봄방학 때문이라고 주장했다. 퍼프 대디를 성범죄 및 프로듀싱 비용 미납으로 고소한 프로듀서 릴 로드(Lil Rod)의 고소장에서 릴 로드 외에 퍼프 대디에게 성상납을 했던 다른 피해자들이 있음이 거론되었다. 다른 피해자들의 실명이 직접 쓰여지진 않았지만 고소장에 간접적으로 서술된 정황들을 종합하면 피해자 중 남성 래퍼 Meek Mill, 래퍼 어셔가 포함되어 있음이 거의 확실시되고, 남성 래퍼 Rick Ross도 피해자라는 언급이 있다.
2024년 7월 25일, 한창 디디 게이트로 떠들썩한 와중 법원 문서로 퍼프 대디가 암살자에게 백만 달러를 지급해 투팍 샤커 암살을 의뢰했음이 드러나, 결국 투팍을 살해하라고 한 의뢰자가 디디라는 것이 사실로 밝혀졌다.
2024년 9월 16일 그가 뉴욕 맨해튼의 한 호텔에서 체포, 미국 국토안보부에 구금되었음이 알려졌다. 퍼프 대디는 뉴욕 메트로폴리탄 구치소에 수감되어 자살 감시 대상에 올랐으며, 독살당할까 봐 겁을 내는 편집증 증세를 보여 감옥에서 그 무엇도 먹지 않는다.
2024년 9월 19일 디디의 전 애인 캐시 벤트라와 엮였던 키드 커디의 차량을 폭파하여 살해하려 했다는 충격적인 증언이 제시되었다.
2024년 9월 26일, 퍼프 대디의 전 경호원이였던 Gene Deal이 유튜브 인터뷰에서 퍼프 대디가 엔터테인먼트, 미디어, 스포츠 분야의 다양한 인사들의 선정적인 비디오(Explicit videos)를 저장하였다고 주장했다. 또 Gene은 퍼프 대디가 르브론 제임스와 '상상할 수 있는 가장 거칠고 방탕한 행동'을 하는 것을 목격했다고 말했다.
2024년 9월 29일, 릴 로드가 퍼프 대디와 그의 아들 및 회사를 고소한 법원 문서가 공개되었다. 그의 주장에 따르면 퍼프 대디와 그의 집에서 같이 작업하는 과정에서 퍼프 대디에게 성희롱을 당한 적이 있으며, 집에는 퍼프 대디가 돈을 주고 고용한 성노동자들이 상시 거주했으며 불법 약물과 총기, 인신매매 등 여러 범죄에 대한 증거를 확보한 상태다. 이 문서에서 배우 쿠바 구딩 주니어가 언급되기도 했다.
2024년 10월 8일, 미국 경찰은 디디의 자택을 수색하였고, 784개의 딜도, 1,000병 이상의 베이비 오일과 윤활제가 발견되었다. 이 사실이 특히 큰 파장을 몰아 미국에서는 베이비 오일로 디디 게이트 관련 상황극을 하는 영상이 유행을 탔다. 50 센트는 베이비 오일이 아니라 디디 오일이라고 하라고 조롱하는 인스타그램 게시물을 올렸다. 이 소식의 여파로 가장 유명한 존슨앤드존슨 베이비 오일의 매출이 급상승했다.
2024년 10월 9일, 앞서 디디의 자택에서 발견된 베이비 오일 1000통은 실제 베이비 오일이 아닌 GHB(속칭 물뽕)이라는 피해자의 폭로가 나왔다. 실제, 피해자 중 한 명은 퍼프 대디가 피해자를 칼로 위협하며 베이비 오일통에 있는 무언가를 뿌렸고, 몸에 미끌거리는 그 무언가를 뒤집어쓰자 점차 정신이 혼미해졌고 이후 정신을 잃었다고 증언했다. 이 때문에 끽해야 윤활제 대용인 줄 알았더니 데이트 강간 약물에 써먹었다는 소식에 충격을 금치 못했다는 반응이 속속들이 나왔다. 오일에 마약을 섞은 게 아니라 통만 갖다 쓴 것이라고도 하지만 베이비 오일의 이미지 하락에 큰 영향을 끼쳤다는 부분에서 변한 건 없다.
2024년 10월 28일, 미국 캘리포니아주에 거주하는 익명의 한 남성 또한 자신이 10세였던 2005년에 퍼프 대디에게 성폭행을 당했다고 주장하며 그를 고소했다. 추가 피해자가 계속 나오는 상황이다.

## 패션
그는 프로듀서, 래퍼 뿐만 아니라 쇼핑몰과 션 존(Sean John)이라는 브랜드를 창설했고, 종합패션몰을 경영할 예정이라 한다.

## 앨범
- 1997년 1집 No Way Out
- 1999년 2집 Forever
- 2000년 Best Friend
- 2001년 3집 Saga Continues
- 2002년 We Invented The Remix
- 2006년 4집 Press Play
- 2010년 Last Train to Paris
- 2023년 The Love Album: Off the Grid

## 영화
- 2021년 비기 - 할 말이 있어

## 수상 내역
- 1997년 제40회 미국 그래미 어워드 최우수 랩앨범
- 2003년 제46회 미국 그래미 어워드 최우수 랩 그룹상
- 2006년 타임지 선정 '가장 영향력있는 인물 100'